# Chiesa dell'Immacolatella a Pizzofalcone
La chiesa dell'Immacolatella a Pizzofalcone è un edificio religioso di Napoli, sito in salita Echia, sulla collina di Pizzofalcone, nel quartiere San Ferdinando.

## Storia
La chiesa (da non confondersi con l'omonima parrocchia dell'Immacolata, già chiesa di Santa Maria Egiziaca a Pizzofalcone), è incastonata tra il Gran Quartiere di Pizzofalcone ed il Palazzo Carafa di Santa Severina.

La sua fondazione con il nome di Regia Cappella del Santissimo Rosario, potrebbe risalire alla prima metà del ‘600 all'epoca in cui Palazzo Carafa fu comprato per insediarvi le truppe spagnole o al 1670 quando fu costruito il presidio. Nel 1859 se ne ha traccia con il nome di chiesa dell'Immacolatella a Pizzofalcone, riedificata dall'architetto Francesco Jaoul.

Nel 1943 la chiesa fu colpita da una bomba durante i numerosi raid aerei su Napoli, cosa che ha causato la perdita della gran parte delle opere d'arte contenute. Finita la guerra la chiesa venne restaurata e riaperta.

Tra il 2020 e il 2022 sono stati compiuti il restauro della facciata e la rimozione del muro che occludeva l'ingresso al tempio.
Dopo ulteriori lavori, nel luglio 2025 avviene la riapertura del tempio alla collettività per scopi di culto dopo più di 45 anni di chiusura e di abbandono.
Nel periodo 1856-1857 fu commissionata dal Cav. Visconti una statua lignea raffigurante "L'Immacolata" opera realizzata dallo scultore agrigentino Calogero Cardella (1834-1926) che fu a Napoli per frequentare le Botteghe dei Maestri Sevaglios e Biangardi .